# 9389 Condillac
9389 Condillac eller 1994 ET6 är en asteroid i huvudbältet som upptäcktes den 9 mars 1994 av den belgiske astronomen Eric W. Elst vid CERGA-observatoriet. Den är uppkallad efter den franske filosofen Étienne Bonnot de Condillac.
Asteroiden har en diameter på ungefär 3 kilometer.